# Fondation John-Simon-Guggenheim
Pour l’article homonyme, voir Fondation Guggenheim.
La Fondation John-Simon Guggenheim (en anglais : John Simon Guggenheim Memorial Foundation) est une fondation créée aux États-Unis en 1925 par M. et Mme Simon Guggenheim à la mémoire de leur fils, décédé trois ans auparavant, le 26 avril 1922.

## Bourse Guggenheim
Cette fondation récompense des personnes qui se sont distinguées par leurs publications dans l'un des domaines suivants : sciences naturelles, sciences sociales, sciences humaines et arts. Les prix décernés récompensent l'ensemble de l'œuvre d'une personne.
La bourse Guggenheim est attribuée par les administrateurs de la fondation sur nomination faite par un comité de sélection et réparties en deux catégories : États-Unis et Canada ; Amérique latine et Caraïbes. Les lauréats sont choisis parmi les personnes ayant fait acte de candidature. En 2003, la valeur moyenne des 221 bourses attribuées a été de 36 000 USD.

## Guggenheim Fellows
Parmi les récipiendaires, appelés en anglais : Guggenheim Fellows, figurent des personnes qui ont reçu ultérieurement d'autres distinctions, comme le prix Nobel ou le prix Pulitzer :
- le physicien Linus Carl Pauling (1926) Prix Nobel de chimie 1954 et Prix Nobel de la paix 1963
- le photographe Edward Weston (1937)
- le photographe Walker Evans (1940)
- le physicien Félix Bloch (1952) prix Nobel 1952
- le physicien Melville Green (1957, 1973)
- les écrivains Philip Roth et John Updike (1959)
- le physicien Frank Oppenheimer (1965)
- le chimiste Yuan T. Lee (1977) prix Nobel 1986
- le rabbin Isadore Twersky (1989)
- le physicien Carl E. Wieman (1990–1991) prix Nobel 2001
- le photographe Mitch Epstein (2003)
- le poète Stuart Dischell (2004)

Le premier photographe à s'être vu attribuer une bourse est Edward Weston en 1937. En 1965, une exposition intitulée Fellows in photography sur le thème de l'Amérique, consacra les trente bénéficiaires de la bourse.